# Calotomus viridescens
Calotomus viridescens es una especie de peces de la familia Scaridae en el orden de los Perciformes.

## Morfología
• Los machos pueden llegar alcanzar los 21 cm de longitud total.

## Distribución geográfica
Se encuentra en el Mar Rojo (desde el Golfo de Aqaba hasta la costa de Etiopía ).